# بلافارفيفيركت

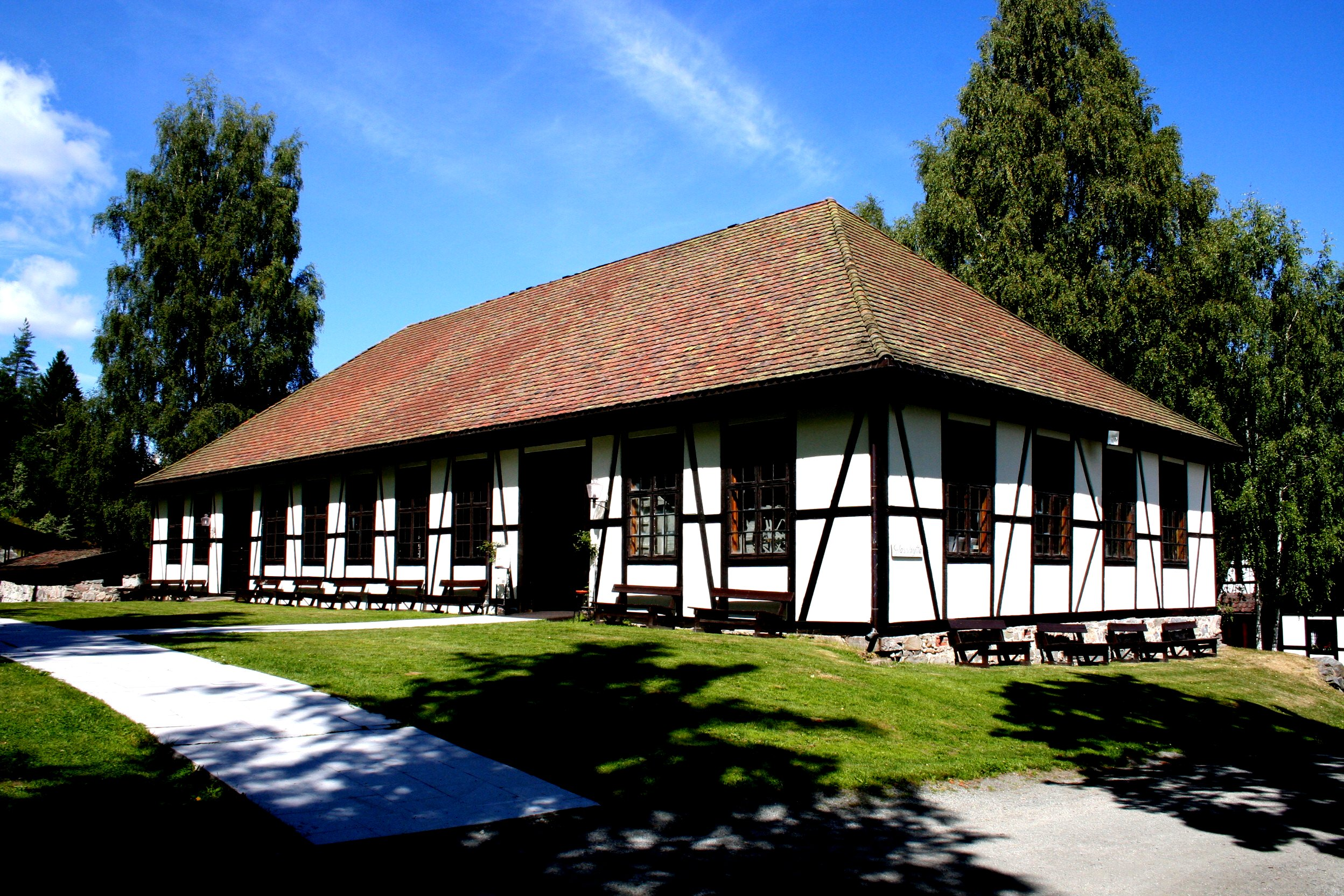
بلافارفيفيركت في قرية آموت Åmot النرويجية

بلافارفيفيركت كان منجماً وشركة صناعية سابقة في قرية آموت Åmot في بلدية مودوم في مقاطعة بوسكرود النرويجية. كانت سنوات النشاط لهذا المنجم بين سنتي 1776 إلى 1898؛ وعرف أيضاً باسم منشأة اللون الأزرق، وذلك لأنه كان مصدراً رئيسياً لتعدين خام الكوبالت، بالإضافة إلى تصنيع زجاج الكوبالت المتميز بلونه الأزرق.
تحولت المنشأة مع مرور الوقت إلى متحف صناعي في الهواء الطلق وكذلك إلى متحفٍ للفنون، وهو بذلك أكبر متحف منجمي في أوروبا، ويعد واحداً من أكثر المواقع زيارةً في النرويج.